# ایستگاه راه‌آهن راولپندی
ایستگاه راه‌آهن راولپندی (اردو و پنجابی: راولپنڈی ریلوی اسٹیشن) در منطقه Saddar در راولپندی، پنجاب، پاکستان واقع شده‌است. این یکی از چندین ایستگاه اصلی در خط راه آهن کراچی-پیشاور است. نزدیکترین ایستگاه متروبوس صدر، بخشی از متروبوس راولپندی-اسلام‌آباد، ۲۰ دقیقه (۱٫۵ کیلومتر) پیاده فاصله دارد.
از ایستگاه راه آهن راولپندی قطارها به شهرهای مختلف پاکستان از جمله کراچی، لاهور، کویته، پیشاور، گجرانوالا، سرگودا، گجرات، مولتان، فیصل آباد، بهاوالپور، رحیم یار خان، جنگ، حیدرآباد، نوابشاه، سوکار، جهلوم، هری پورشه، می‌روند. اتوک، لارکانا، کوهات، خانوال، میانوالی، دره غازی خان، باکار، گوجار خان، سیالکوت، نارووال، صهیوال، اوکارا، مندی بهاالدین و ژاکوب آباد را شامل می‌شود. هر قطار به مدت نیم ساعت در ایستگاه راه آهن راولپندی توقف می‌کند.

## تاریخ
ایستگاه راولپندی در سال ۱۸۸۱، در طول ساخت راه‌آهن ایالتی پنجاب که در سال ۱۸۷۰ آغاز شد، افتتاح شد. این مسیر برای اولین بار در سال ۱۸۵۷ مورد بررسی قرار گرفت و هدف آن اتصال لاهور با پیشاور از طریق راولپندی بود. سال‌ها بحث‌های سیاسی و نظامی دنبال شد که در زیر «راه‌آهن لاهور و پیشاور» توضیح داده شد. همراه با چندین راه‌آهن دیگر، راه‌آهن ایالتی پنجاب با راه‌آهن اسسیند، پنجاب و دهلی در سال ۱۸۸۶ ادغام شد و راه‌آهن ایالت شمال غربی را تشکیل داد.

## ساختمان ایستگاه راه‌آهن
ایستگاه راه‌آهن راولپندی متعلق به دوران ویکتوریا نمونه‌ای قابل توجه از معماری هندو ساراسنیک در این منطقه است. این یک قرن پیش به سبک بریتانیایی، با دیوارهای ماسه سنگی زرد و ورودی‌های قوسی ساخته شد. لامپ‌های نفتی دیوارها را زینت می‌دهند و یک ساعت بزرگ قدیمی در نزدیکی سکو و زنگی وجود دارد که نشان دهنده ورود قطار است. ساختمان اصلی ایستگاه راه آهن راولپندی از سه بخش تشکیل شده‌است: بخش بار، بخش مسافر و دفاتر اصلی. ساختمان باشگاه راه آهن و ایستگاه پلیس در مجاورت ساختمان اصلی قرار دارند. این ساختمان دارای سه ورودی مجزا برای مسافران عادی و مسافران بار است. ساعت بزرگ و موتور بخار نصب شده در جلوی ساختمان اصلی از جمله ویژگی‌های بارز ایستگاه است.

## امکانات
امکانات عبارتند از رزرو راه آهن و دفتر اطلاعات، حمل و نقل بار، توالت، فروشگاه‌های حمل و نقل، غرفه‌های کتاب، نمازخانه‌ها و مکان‌های استراحت.

## محل
ایستگاه راه آهن راولپندی در راولپندی قرار دارد. ایستگاه راه آهن تاریخی در مرکز شهر در جاده ایستگاه در منطقه صددر و نزدیک به بازار تاریخی رجا واقع شده‌است. در کنار ایستگاه راه آهن راولپندی، ایستگاه راه آهن اسلام‌آباد پایتخت پاکستان نیز وجود دارد. و موزه راه آهن گلرا شریف نیز نزدیک ایستگاه است.

## تعداد مسافران
روزانه حدود ۱۵۰۰۰ مسافر از این ایستگاه به کل کشور تردد می‌کنند. در این ایستگاه حدود ۱۵۰ باربر یا سردخانه ایستگاه وجود دارد. این ایستگاه دارای پنج سکو به طول ۱۸۰۰ فوت و عرض ۱۵۰ فوت است.

## اتصالات
نزدیکترین ایستگاه متروبوس Saddar، بخشی از کریدور متروبوس راولپندی-اسلام‌آباد، ۲۰ دقیقه (۱٫۵ کیلومتر) پیاده فاصله دارد.